# 香椿球针壳
香椿球针壳（学名：Phyllactinia toonae）是属于白粉菌目白粉菌科球针壳属的一种真菌，寄生在楝科植物上。该种分布于中国。